# Poitea immarginata
Poitea immarginata là một loài thực vật có hoa trong họ Đậu. Loài này được (C.Wright) Lavin miêu tả khoa học đầu tiên.